# 圣让尚布尔
圣让尚布尔（法語：Saint-Jean-Chambre，法語發音：[sɛ̃ ʒɑ̃ ʃɑ̃bʁ]）是法国阿尔代什省的一个市镇，属于罗讷河畔图尔农区。

## 地理
圣让尚布尔（44°54'13"N, 4°33'53"E）面积15.26 平方千米，位于法国奥弗涅-罗讷-阿尔卑斯大区阿尔代什省，该省份为法国东南部内陆省份，北起顺时针与卢瓦尔省、伊泽尔省、德龙省、沃克吕兹省、加尔省、洛泽尔省和上盧瓦爾省接壤。
与圣让尚布尔接壤的市镇（或旧市镇、城区）包括：沙朗孔、圣阿波利奈尔-德里亚斯、圣巴西勒、锡亚克、贝尔桑特。

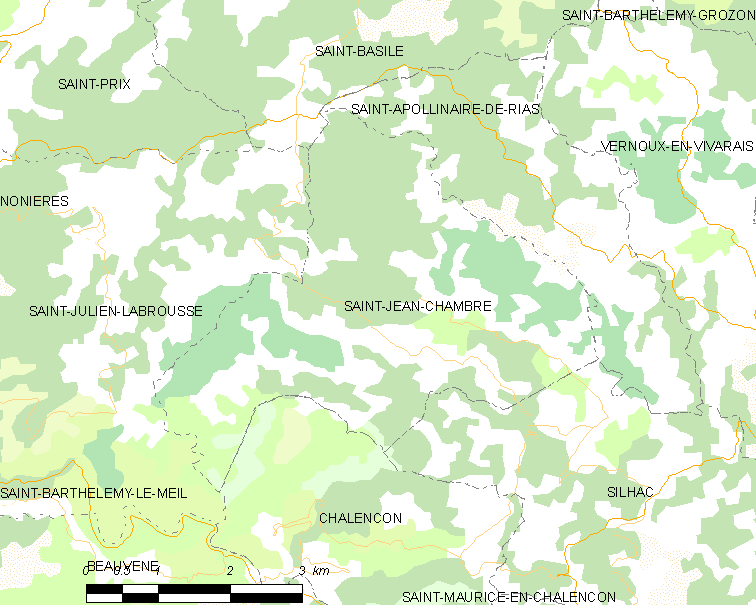
圣让尚布尔的OSM定位图

圣让尚布尔的时区为UTC+01:00、UTC+02:00（夏令时）。

## 行政
圣让尚布尔的邮政编码为07240，INSEE市镇编码为07244。

## 政治
圣让尚布尔所属的省级选区为罗讷-埃里约县。

## 人口

1962-2008年间圣让尚布尔人口变化图示

圣让尚布尔于2022年1月1日时的人口数量为252人。